# Pyrestes eximius
Pyrestes eximius là một loài bọ cánh cứng trong họ Cerambycidae.